# Ынхасу (оркестр)
Оркестр Ынхасу (кор. 은하수관현악단) — возможно расформированная музыкальная группа в Пхеньяне, КНДР. Этот оркестр использует западные музыкальные инструменты, но иногда играет традициональную музыку с корейскими солистами. У оркестра есть концертный зал, Театр Ынхасу, в Пхеньяне. Ли Соль Чжу, жена Ким Чен Ына, была певица в этой группе.
14 марта 2012 г. южнокорейский дирижёр Чон Мён Хун руководил оркестрами Ынхасу и Радио Франции в концертном зале Плейель в Париже, Франция. Играли песню «Ариран».